# 邦吉
邦吉（Bungay，/ˈbʌŋɡi/）是英國英格蘭薩福克郡的一個城鎮。位於貝克爾斯以西5.5英里（9）處。當地有足球和自行車俱樂部。

## 外部連結
- Bungay Website